# اندیس آنومالی دو دهک
آنومالی دو دهک یک اندیس چندفلزی است که در حوالی شهر کهک استان مرکزی قرار دارد و مادهٔ معدنی موجود در آن، طلا است.  